# Adelebsen
Adelebsen er en by og kommune i det centrale Tyskland, beliggende i den nordvestlige del af Landkreis Göttingen. Denne landkreis ligger i den sydlige del af delstaten Niedersachsen.
Kommunen består af landsbyerne Adelebsen, Barterode, Eberhausen, Erbsen, Güntersen, Lödingsen og Wibbecke. På et højdepunkt i sydenden af byen findes borgen Burg Adelebsen bygget i det 13. århundrede. Den lille flod Schwülme, der løber til Weser ved Lippoldsberg, har sit udspring i området syd for byen.
Ernst Gräfenberg (1881–1957), lægen der som den første beskrev g-punktet blev født her.